# Tiểu vùng Sông Mekong Mở rộng

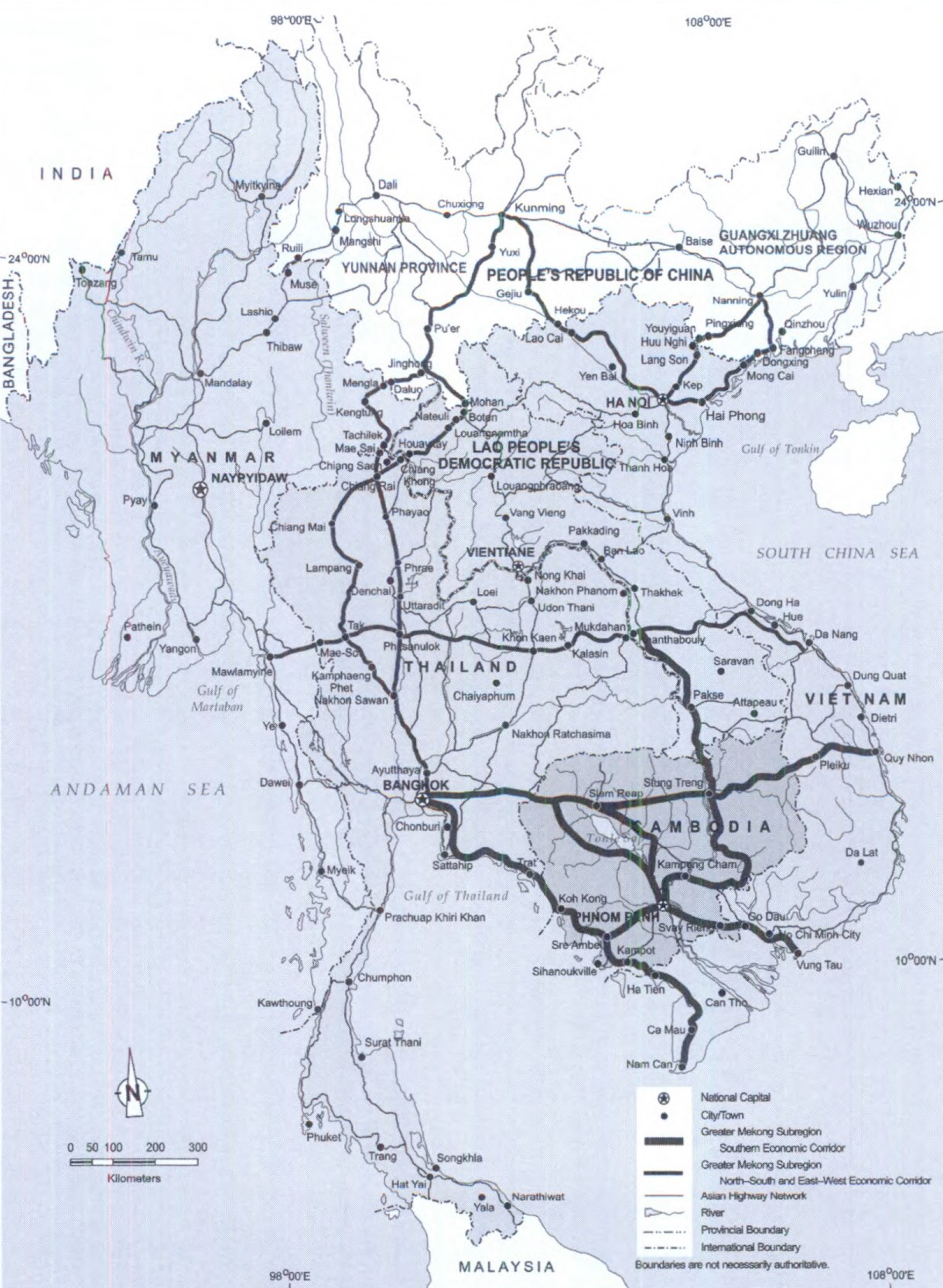
Các hành lang kinh tế của Tiểu vùng Sông Mekong Mở rộng.

Tiểu vùng Sông Mekong Mở rộng (tiếng Anh: Greater Mekong Subregion, viết tắt là GMS) là khu vực địa lý bao gồm các quốc gia và lãnh thổ nằm trong lưu vực của sông Mekong: Việt Nam, Campuchia, Lào, Thái Lan, Myanmar và tỉnh Vân Nam và Quảng Tây của Trung Quốc. Đây là sự mở rộng của Tiểu vùng sông Mekong vốn không có các tỉnh Trung Quốc. Từ năm 1992, với sự giúp đỡ của Ngân hàng Phát triển châu Á, các quốc gia và lãnh thổ nói trên đã cùng nhau tiến hành các chương trình hợp tác về kinh tế, bảo vệ môi trường. Khu vực này được xem là một điểm nóng về đa dạng sinh học của Tổ chức Bảo tồn Quốc tế và WWF.
GMS có diện tích 2,6 triệu km2 với dân số khoảng 326 triệu người.